# نظام ملفات متعدد الإصدارات
(بالإنجليزية: Versioning file system)‏ نظام الملفات متعدد الإصدارات هو أي نظام ملفات الكمبيوتر الذي يسمح لملف الكمبيوتر أن توجد في عدة إصدارات في نفس الوقت. وبالتالي فهو شكل من أشكال مراقبة المراجعة. وتحتفظ أنظمة ملفات الإصدارات الأكثر شيوعا بعدد من النسخ القديمة للملف. بعض تحد من عدد من التغييرات في الدقيقة أو في الساعة لتجنب تخزين أعداد كبيرة من التغييرات تافهة. والبعض الآخر بدلا من ذلك يأخذ لقطات دورية التي يمكن الوصول إليها محتويات مع دلالات مماثلة للوصول إلى ملف عادي.

## تطبيقات

### أي تي إس
وكان التنفيذ المبكر للنسخة، ربما الأولى، في معهد ماساتشوستس للتكنولوجيا MIT. في أي تي إس ITS، يتكون اسم الملف من جزأين من ستة أحرف؛ إذا كان الجزء الثاني رقمي (يتألف فقط من أرقام)، تم معاملته كرقم إصدار. عند تحديد ملف لفتح للقراءة أو الكتابة، يمكن للمرء أن العرض الجزء الثاني من ">"؛ عند القراءة، وهذا يعني فتح أعلى نسخة مرقمة من الملف. عند الكتابة، فإنه يعني زيادة أعلى رقم الإصدار الحالي وإنشاء نسخة جديدة للكتابة.
وكان التنفيذ المبكر الآخر للإصدار في تينكس TENEX، الذي أصبح توبس-20 TOPS-20.